# Sveti Andrej
Apostol Andrej je bil prvi od dvanajstih Jezusovih apostolov in velja za pomembnega krščanskega svetnika, * Betsajda ob Galilejskem jezeru; + 30. november ?, Patras, Grčija.
Andrej je bil po krščanskem izročilu starejši brat apostola Petra in prvi od učencev, ki jih je Jezus osebno poklical k sodelovanju. Njegovo pravo (hebrejsko ali aramejsko) ime ni znano, »Andrej« je verjetno grški prevod njegovega imena ali pa morda njegov vzdevek (grško: starogrško Ανδρέας [Andreas] = »Možati«; iz besede starogrško ανδρος [andros] = mož, moški). Zlasti v pravoslavju ga imenujejo tudi Andrej Prvopoklicani (grško: starogrško Ανδρέας Πρωτόκλητος [Andreas Protokletos]).
Andrej je živel v Kafarnaumu ob Genezareškem jezeru, po poklicu je bil ribič, v verskem pogledu pa je bil učenec Janeza Krstnika. 
V evangelijih pogosto nastopa v dogodkih, ko je Jezusu zelo blizu. Prvi tak dogodek je Jezusov krst, ko sta se Andrej in Janez Evangelist odločila, da postaneta Jezusova učenca, Andrej pa je povabil zraven še svojega brata Simona, pozneje imenovanega Peter (Jn 1,29-34).
Po Jezusovi smrti Andrej ne nastopa več pogosto v Svetem pismu, iz drugih virov (Evzebij Cezarejski) pa se da sklepati, da je poučeval po Mali Aziji in ob Črnem morju. Po nekaterih virih je prišel celo do Volge. To je razlog, da ga štejejo za glavnega zaščitnika Rusije, Ukrajine in Romunije. 
Njegovo smrt omenja spis z naslovom Trpljenje (Passio), ki navaja, da so ga v grškem mestu Patras križali na križu v obliki črke X. Tak križ se po njem imenuje »Andrejev križ«. Že od prvih stoletij se njegov god praznuje 30. novembra (po katoliškem in po pravoslavnem koledarju), zato lahko sklepamo, da je to verjetno dan njegove smrti.
Apostol Andrej je tudi zavetnik Škotske, katere zastava vsebuje Andrejev križ.

Po Andrejevi smrti so njegove relikvije odnesli v Carigrad. Od tam so njegovo glavo leta 1462 prenesli v Rim, papež Pavel VI. pa jo je leta 1964 vrnil grški pravoslavni Cerkvi. Od takrat so njegove glavne relikvije spravljene v Patrasu v cerkvi, ki nosi njegovo ime.